# L'Abolition du travail
L'Abolition du travail (ou Travailler, moi ? Jamais !) de Bob Black, écrit en 1985, est un livre se présentant comme une manifeste pour une révolution ludique, ainsi qu'un pamphlet contre le travail, la misère et les nuisances du salariat.

## Argument
Bob Black analyse et décrypte le temps travaillé comme un temps de servitude, de résignation qui tue le temps du plaisir et de la connaissance.
Il revendique la critique du travail de penseurs qu'il cite : 

« L’aspiration à revenir ou à avancer vers une vie débarrassée du travail transparaît dans tous les traités d’histoire sociale et culturelle sérieux de l’Europe préindustrielle, parmi lesquels on peut citer England in Transition de Dorothy George ou Popular Culture in Early Modern Europe de Peter Burke. Tout aussi pertinent est l’essai de Daniel Bell, Work and its Discontents, à ma connaissance le premier texte à s’étendre aussi longuement sur la révolte contre le travail. »

— ouvrage cité, chapitre L'esclavage volontaire
Bob Clarke souligne notamment chez Daniel Bell l'étude de l'ouvrage La Richesse des Nations d'Adam Smith, qui bien que partisan du marché et de la division du travail, constate les méfaits d'abrutissement provoqués par le travail sur les salariés. Il soutient également Le Droit à la paresse tel que prôné par Paul Lafargue. Il préconise une « révolution ludique », laissant davantage de repos, de fêtes et de loisirs aux travailleurs.

## Éditions en français
- Travailler, moi ? Jamais !, L'Esprit frappeur, 1997[3].
- L'ouvrage est réédité en 2010 par les Éditions de l'Insomniaque[4].

### Colloque international
À l'occasion du centenaire de la mort de Laura Marx et Paul Lafargue, à l'Université libre de Bruxelles, le 23 novembre 2011 : « Le droit à la paresse, nécessaire, urgent ?! ». Publication des actes de ce colloque en PDF